# Azerbaijan-Airlines-Flug 56
Azerbaijan-Airlines-Flug 56 war ein Inlands-Linienflug der Azerbaijan Airlines von Naxçıvan nach Baku, bei dem am 5. Dezember 1995 eine Tupolew Tu-134B-3 nach einem Triebwerkausfall und einer falschen Reaktion der Besatzung abstürzte. Bei dem Aufprall verloren 52 Menschen ihr Leben.

## Flugverlauf
Die Tupolew Tu-134 (4K-65703) startete um 17:52 Uhr Ortszeit (15:52 Uhr MEZ) vom Flughafen Naxçıvan. In einer Höhe von 60 Metern und bei einer Geschwindigkeit von 317 km/h fiel das linke Triebwerk aus. Der steuerführende Kopilot stabilisierte die Fluglage durch Steuereingaben, dabei meldete der Flugingenieur den Ausfall des rechten Triebwerks. Der Kapitän übernahm das Steuer. Er war sich jedoch nicht bewusst, dass in Wirklichkeit das linke Triebwerk ausgefallen war und gab die Anweisung das rechte Triebwerk abzustellen. Der Flugingenieur schaltete  daraufhin das funktionierende Triebwerk ab. In einer Flughöhe von rund 200 Metern über Grund traf der Kapitän die Entscheidung zu einer Notlandung im Gelände. Beim Versuch einem Wohnblock auszuweichen, verlor er die Kontrolle über das Flugzeug. Dieses schlug 3850 Meter hinter der Startbahn in einem Feld auf und wurde zerstört. Von den 82 Personen an Bord wurden 52 Menschen tödlich verletzt.

## Untersuchung
Bei der Flugunfalluntersuchung wurde festgestellt, dass das linke Triebwerk vor dem Unfall bereits seit mehr als 30 Flugstunden mit einem nicht reparierten Defekt betrieben worden war. Zudem sei das Cockpit der Tupolew ergonomisch ungünstig konstruiert, da die Triebwerksparameter bei schlechten Lichtverhältnissen am Arbeitsplatz des Flugingenieurs nur schwer abzulesen seien.